# Virgin Snatch
Virgin Snatch ist eine polnische Thrash-Metal-Band aus Krakau, die im Jahr 2001 gegründet wurde.

## Geschichte
Die Band wurde im Jahr 2001 gegründet. In der Folgezeit ereigneten sich mehrere Besetzungswechsel sowie die Aufnahme einiger Demoaufnahmen im Juni 2002. Anfang 2003 kristallisierte sich mit dem Bassisten Tomasz „Titus“ Pukacki (Acid Drinkers), dem Gitarristen Grzegorz „Grysik“ Bryła (Anal Stench), dem Sänger Łukasz „Zielony“ Zieliński (Anal Stench) und dem Schlagzeuger Jacek „Jacko“ Nowak-Sławeński eine feste Besetzung heraus. In dieser Besetzung nahm die Band ihr Debütalbum auf, das unter dem Namen S.U.C.K. im Dezember 2003 erschien. Die Aufnahmen hierfür fanden im Krakauer Lynx Studio statt. Als Gastmusiker waren auf dem Album Künstler wie Jacek Hiro (Sceptic), Yanuary (Thy Disease) and Jaro.Slav (Lux Occulta) beteiligt. Ihren ersten Auftritt hielt die Band daraufhin in Krakau ab, zusammen mit Gruppen wie Rage und Helloween. 2004 kam Jacek Hiro als zweiter Gitarrist zur Band. Es folgten weitere Auftritte, unter anderem zusammen mit Anthrax in Warschau. Es schloss sich das zweite Album Art of Lying an, das von den Wiesławscy-Brüdern im Hertz Recording Studio aufgenommen wurde. Auf dem Album war Paweł Mąciwoda (Scorpions) als neuer Bassist zu hören, welcher schon etwas später wieder durch Piotr „Anioł“ Wącisz ersetzt wurde. Im Jahr 2006 ging die Band zusammen mit Behemoth, Hermh und Corruption auf Tour. Danach folgten im selben Jahr ein Auftritt auf dem Przystanek Woodstock und dem Hunter Fest in Szczytno. Im November des Jahres schloss sich mit In the Name of Blood das nächste Album an. Zudem nahm die Band ein Musikvideo zum Lied Purge My Stain unter der Leitung von Bogumił Godfrejów auf, das unter anderem auch auf MTV ausgestrahlt wurde. Es folgte eine 30-tägige Tour zusammen mit Hunter, Frontside und Rootwater und spielte auf dem tschechischen Interiff Festival. 2007 spielte die Band auf dem Masters of Rock und trat in der Kattowitzer Spodek-Arena auf, zusammen mit Behemoth, Celtic Frost und Slayer. Zudem nahm die Band erneut am Hunter Fest teil, bei dem auch Gruppen wie Acid Drinkers, Behemoth, Samael und Sepultura auftraten. Im Winter 2007 ging die Band auf Tour durch Polen und spielte dabei zusammen mit Thy Disease, Rasta, mahavatar, Metal Safari, None und JLS. Im Januar 2008 spielte die Band ein Wohltätigkeitskonzert im Stodoła Club in Warschau zusammen mit Vader und Behemoth, wobei das Konzert dem verstorbenen Schlagzeuger Vitek Kiełtyka (Decapitated) gewidmet war. Zudem begann die Band die Arbeiten zum nächsten Album, während Bassist Wącisz die Band verließ und durch Marcin „Novy“ Nowak ersetzt wurde. In dieser Besetzung nahm die Band ihr viertes Album Act of Grace auf. Das Lied It's Time wurde Vitek Kiełtyka gewidmet, wobei sein Bruder Wacek Kiełtyka hierfür ein Solo beisteuerte. Der Veröffentlichung folgte eine Tour durch Polen. Außerdem spielte die Gruppe zusammen mit TSA, Acid Drinkers, Behemoth, Vader, Kat, Hunter, Hate und Frontside. Zudem spielte die Band auf dem polnischen Festival Sthrashydło. Anfang 2010 folgte eine weitere Tour zusammen mit Thy Disease und Armagedon. Gegen Ende des Jahres ging die Band erneut auf Tour zusammen mit Sadist und Crionics und spielte dabei in Polen, Moldawien, Estland, Russland, Litauen, der Ukraine, Tschechien und der Slowakei.

## Stil
Laut laut.de spiele die Band technisch sauberen Thrash Metal. Auf Act of Grace spiele die Band klassischen Thrash Metal, vergleichbar mit den Werken von Exodus und Testament. Laut Marc Halupczok vom Metal Hammer sei auf Act of Grace „melodischer, dezent modern angehauchter Thrash Metal“ zu hören, in dem Einflüsse von Bands wie neuere Metallica, Fear Factory und Machine Head zu hören seien. Der Gesang wechsle zwischen klarem und gutturalem Gesang.

## Diskografie
- 2003: Altering Theory (Single, Mils Records)
- 2004: S.U.C.K. (Album, Mils Records)
- 2005: Deprived of Dignity (Single, Mystic Production)
- 2005: Art of Lying (Album, Mystic Production)
- 2006: In the Name of Blood (Album, Mystic Production)
- 2008: Act of Grace (Album, Mystic Production)